# 乗満寺
乗満寺（じょうまんじ）は、東京都世田谷区北烏山にある真宗大谷派の寺院。「烏山寺町」を構成する26の寺院の1つである。

## 概要
創建年代は不明である。元々は加賀国（現・石川県）に位置し、「林松寺」と称する真言宗の寺院であった。蓮如上人の北陸巡錫の折、林松寺住職の道祐が蓮如の教えに帰依し、浄土真宗に転宗した。
その後、摂津国（現・大阪府）や山城国（現・京都府）を転々としたが、寺運衰微して廃寺寸前まで追い込まれた。
天正年間（1573年 - 1593年）に至り、野條受閑という名の医師の協力の下、明泉法師が中興した。その後、駿河国（現・静岡県）に移転し、徳川家康の江戸入府に伴い、江戸車坂（現・東京都台東区東上野付近）に移転した。その頃に「野條山乗満寺」に改称した。
1923年（大正12年）の関東大震災に罹災したため、翌年1924年（大正13年）に現在地に移転した。
江戸時代は幕臣の檀家が多かったという。

## 交通アクセス
- 千歳烏山駅より徒歩14分。